# 白宫办公厅
白宮辦公廳（英語：White House Office）是美国总统行政办公室內的一個機構實體。白宮辦公廳由白宮幕僚長領導，同時他也是總統行政辦公室主任。白宮辦公廳內的工作人員為美国总统工作並直接向其匯報，這些工作人員包括白宮西廂的工作人員及總統的高級顧問們。白宮辦公廳工作人員幾乎全部由總統政治任命而無需經由美国参议院批准，並且他們也可以由總統酌情解僱。
白宮辦公廳的各分支部門分別駐扎於白宮的西廂、東廂，以及艾森豪行政辦公大樓和新行政辦公大樓。高級工作人員的級別較高，他們與總統的關係也更為密切，同時他們還會擁有“總統助理”的頭銜；次級工作人員則擁有“總統副助理”頭銜；而再次級工作人員則擁有“總統特別助理”的頭銜。他們負責監督總統的行政和政策利益。

## 機構歷史
白宮辦公廳於1939年依據《1939年重組法案》內的“第1號重組計劃”及第8248號行政命令在總統行政辦公室內設立，旨在協助美國總統與其直屬部門間的相關活動。白宮辦公廳的機構設置由每位現任總統依照其自身意願決定，並由其挑選的工作人員負責管理。員工授權依據1978年的一項法令而設立。部分總統理事會、委員會及專員會也會在組織上作為白宮辦公廳的下屬機構而運行。
雖然白宮辦公廳是總統行政辦公室的下屬機構，但它卻是整個總統行政辦公系統的中心。在諸多方面，總統辦公廳與總統的關係最為密切。其辦公地點位於白宮西廂，與總統在實體距離上最為接近；其高級幕僚亦在此辦公，對總統的日常運作、決策討論、政策議程以及公共溝通產生重大影響。在總統就職過渡期以及整個任期內，總統在白宮辦公廳的組織架構方面享有極大的自主裁量權。

## 機構使命
美國所面臨的各項議題，非總統一人所能獨立應對。因此，總統需借助行政部門內外各方專家的力量。即便在同一屆政府中，歷任白宮幕僚長亦可能因其個人風格而有所差異。
儘管辦公廳主任在向總統提供政策建議的程度上可能有所不同，但他們始終是白宮幕僚體系的管理者。理論上，他們負責協調各部門，確保整體運作順暢；他們設定工作基調，維護組織紀律，以實現良好的組織秩序。此外，他們往往扮演總統的守門人角色，負責審核所有呈遞給總統的人員、文件和通訊。

## 機構組織
本章節列舉了唐納·川普在其第二次任期內所任命的白宮辦公廳高級職員。

### 主任辦公室
- 總統助理兼白宮幕僚長：蘇西·威爾斯[6]
- 總統助理兼白宮辦公廳副主任（英语：White House Deputy Chief of Staff）：丹·斯卡維諾[7]
- 總統助理、白宮辦公廳主管政策副主任兼國土安全顧問（英语：Homeland Security Advisor）：史蒂芬·米勒[7]
  - 總統副助理兼高級政策戰略師：梅·梅爾曼（May Mailman）[8][9]
  - 總統特別助理兼高級國家安全政策顧問：卡拉·弗雷德里克（Kara Frederick）[8]
  - 總統特別助理兼高級經濟事務政策顧問：艾米莉·安德伍德（Emily Underwood）[8]
  - 總統特別助理兼高級國內政策顧問：克拉克·米爾納（Clark Milner）[8][10]
- 總統助理兼白宮辦公廳主管立法、政治和公共政策副主任：詹姆斯·布萊爾（英语：James Blair (political advisor)）[7]
- 總統助理、白宮辦公廳主管通訊聯絡、人事和公共聯絡副主任兼內閣秘書（英语：White House Cabinet Secretary）：泰勒·布多维奇[7][11]
- 總統助理兼白宮辦公廳主管戰略實施副主任：尼古拉斯·盧納（Nicholas F. Luna）[12]
- 總統助理兼白宮辦公廳主管行動副主任：博·哈里森（英语：Beau Harrison）[12]

### 總統高級顧問及專家團
- 白宮邊界專員：湯姆·霍曼[13]
- 白宮能源專員：道格·伯古姆[14]
  - 白宮能源主導地位委員會主任：奧利佛·麥克弗森—史密斯（Oliver Mcpherson-Smith）[15]
- 白宮人工智能與加密貨幣專員：大衛·薩克斯[16]
- 白宮特赦專員：艾莉絲·瑪麗·約翰遜（英语：Alice Marie Johnson）[17]
- 總統助理兼專家：阿麗娜·哈巴（英语：Alina Habba）[18]
- 總統助理兼高級專家：史丹利‧伍德沃德（英语：Stanley Woodward (attorney)）[12]
- 總統助理兼貿易與製造業高級專家：彼得·納瓦羅[19]
- 阿拉伯與中東事務高級顧問：馬薩德‧布洛斯（英语：Massad Boulos）[20]
- 高級顧問兼政府效率部行政長官：伊隆·馬斯克[21]
- 烏克蘭與俄羅斯特使：基思·凱洛格[22]
- 總統政策助理：小羅伯特·加布里埃爾（Robert Gabriel Jr.）[12]
- 總統特別助理兼通訊聯絡專家：瑪戈·馬丁（Margo Martin）[23]
- 總統助理兼監察長事務高級顧問：湯姆w(前國防部威脅減低專家顧問)

### 國內政策委員會
- 總統國內政策助理兼國內政策委員會主席：文斯·海利（英语：Vince Haley）[24]
- 總統國內政策副助理：海蒂·奧弗頓（Heidi Overton）[25]
- 總統國內政策副助理：薩姆·阿道夫森（Sam Adolphsen）[25]
  - 負責健康政策總統國內政策特別助理：特奧·默克爾（Theo Merkel）[25]
  - 負責法律與秩序、退伍軍人、無家可歸者和住房總統國內政策特別助理：斯科特·森托里諾（Scott Centorino）[25]
  - 總統國內政策特別助理：威爾斯·金（Wells King）[25]
  - 總統國內政策特別助理：詹姆斯·舍克（James Sherk）[25]
  - 負責教育總統國內政策特別助理：艾瑞克·布萊索（Eric Bledsoe）[25]
  - 總統國內政策特別助理：安東尼·多蘭（英语：Anthony R. Dolan）[25]

#### 下屬機構
- 國家艾滋病政策辦公室（英语：Office of National AIDS Policy）
- 社會創新與公民參與辦公室（英语：Office of Social Innovation and Civic Participation）
- 白宮農村委員會（英语：White House Rural Council）
- 白宮國內氣候政策辦公室（英语：White House Office of Domestic Climate Policy）
- 白宮槍支暴力預防辦公室（英语：White House Office of Gun Violence Prevention）
- 白宮性別政策委員會（英语：White House Gender Policy Council）
- 白宮信仰辦公室（英语：White House Office of Faith-Based and Neighborhood Partnerships）
  - 總統副助理兼白宮信仰辦公室信仰主任：珍妮佛·科恩（英语：Jennifer S. Korn）[26]
    - 總統特別助理兼信仰參與副主任：傑克遜·萊恩（英语：Jackson Lane）[26]
    - 特別政府僱員及高級專家：寶拉·懷特[26]

### 國家經濟委員會
- 總統經濟政策助理兼國家經濟委員會主席：凱文·哈塞特（英语：Kevin Hassett）[27]
- 總統經濟政策副助理兼國家經濟委員會副主席：羅賓·科爾韋爾（Robin Colwell）[28]
- 總統經濟政策副助理兼主管國際經濟國家經濟委員會副主席：尼爾斯·諾德奎斯特（Nels Nordquist）[28]
- 總統國際經濟關係特別助理：艾默里·考克斯（英语：Emory Cox）[28]
- 總統經濟政策副助理兼國家經濟委員會副主席：佩吉·威利（Paige Willey）[28]
  - 分管技術、電信和網絡安全總統經濟政策特別助理：瑞安·巴什（Ryan Baasch）[28]
  - 分管貿易、移民和勞工總統經濟政策特別助理：卡爾·克林根皮爾（Cale Clingenpeel）[28]
  - 分管稅收政策總統經濟政策特別助理：安德魯·里昂（Andrew Lyon）[28]
  - 分管金融監管和銀行總統經濟政策特別助理：傑夫·瓦塞（Jeff Wrasse）[28]
  - 分管醫療保健和放鬆管制總統經濟政策特別助理：喬爾‧津伯格（Joel Zinberg）[28]

### 內閣事務辦公室
- 總統助理、白宮辦公廳主管通訊聯絡、人事和公共聯絡副主任兼內閣秘書（英语：White House Cabinet Secretary）：泰勒·布多維奇[11]
- 總統特別助理兼內閣事務主任：莉亞·巴登（Lea Bardon）[11]
  - 政策助理主任：托馬斯‧布拉德伯里（Thomas Bradbury）[11]
  - 機構外聯助理主任：卡米‧康納（Cami Connor）[11]

### 通訊聯絡辦公室
- 總統助理兼通訊聯絡辦公室主任：史蒂文·張[11][29]
- 總統副助理兼通訊聯絡辦公室首席副主任：亞歷克斯·菲佛（Alex Pfeiffer）[11]
- 總統副助理兼通訊聯絡辦公室副主任：凱蘭·多爾（Kaelan Dorr）[11]
- 總統特別助理兼作戰室主任：伊恩·凱利（Ian Kelley）[11]
- 總統特別助理兼特別項目助理主任：迪倫·約翰遜（Dylan Johnson）[11]
- 總統特別助理兼媒體事務主管：桑尼·喬伊·尼爾森（Sonny Joy Nelson）[11]
- 白宮研究主管：丹·博伊爾（Dan Boyle）[11]
- 內閣通訊聯絡主管：喬安娜·珀辛（Johanna Persing）[11]
- 國會通訊聯絡主管：查麗莎·帕倫特（Charyssa Parent）[11]
- 政策通訊聯絡主管：傑姬·科特凱維奇（Jacki Kotkiewicz）[11]
- 應急響應主管：傑克·施耐德（Jake Schneider）[11]

### 新聞秘書辦公室
- 總統助理兼新聞秘書：卡羅琳·萊維特[30]
- 總統特別助理兼首席副新聞秘書：哈里森·菲爾茲（Harrison Fields）[11]
- 副新聞秘書：安娜·凱利（Anna Kelly）[11]
- 副新聞秘書：庫什·德賽（Kush Desai）[11]

### 講稿撰寫辦公室
- 講稿撰寫主管：羅斯·沃辛頓（Ross Worthington）[31]

### 數字戰略辦公室
- 總統助理兼數字戰略辦公室主任：空缺
  - 總統副助理兼數字戰略辦公室副主任：空缺
  - 總統副助理兼高級數字戰略專家：空缺
  - 數字化參與主管：空缺

### 第一夫人辦公室
- 第一夫人幕僚長：海莉·哈里森（英语：Hayley Harrison）[32]
- 總統助理兼第一夫人高級專家：空缺
- 總統副助理兼第一夫人政策與項目主管：空缺
  - 總統特別助理、策略規劃主管兼第一夫人高級政策專家：空缺
  - 總統特別助理兼第一夫人新聞秘書：空缺
  - 總統特別助理兼第一夫人高級總統演講撰稿人：空缺
- 總統副助理兼白宮社交秘書：空缺
  - 副社交秘書：空缺
- 總統特別助理兼“擁軍協作（英语：Joining Forces）”倡議主管：空缺

### 政府間事務辦公室
- 總統副助理兼政府間事務辦公室主任：亞歷克斯·邁耶（Alex Meyer）[33]
- 總統特別助理兼政府間事務辦公室主管州政府事務副主任：賈里德·博格（Jared Borg）[33]
- 總統特別助理兼政府間事務辦公室主管地方和部落政府事務副主任：克里斯汀·塞拉諾·格拉斯納（Christine Serrano Glassner）[33]
  - 助理主任：康納·里爾登（Connor Reardon）[33]
  - 助理主任：蔡斯·威爾遜（Chase Wilson）[33]
  - 助理主任：米歇爾·西爾維奧（Michael Silvio）[33]
  - 助理主任：薩姆·馬丁內斯（Sam Martinez）[33]
  - 副助理主任：霍普·莫蘭德（Hope Moreland）[33]
  - 協調員：芬利·瓦魯蓋塞（Finley Varughese）[33]
  - 團隊助理：伊莉莎白·麥卡林登（Elizabeth McAlindon）[33]

## 外部連接
- 官方网站（英文）